# La disdetta di Pitagora
La disdetta di Pitagora è una novella di Luigi Pirandello. Fu pubblicata per la prima volta in Beffe della morte e della vita (seconda serie) Lumachi, Firenze 1903 e ripubblicata nel 1926 da Bemporad nella decima raccolta Il vecchio Dio delle Novelle per un anno.

## Trama
La novella è ambientata a Roma. Pitagora è il soprannome assegnato per scherzo al narratore da un amico di nome Renzi, trasferitosi poi da Roma a Forlì. Dopo tre anni il narratore incontra per strada Tito, il cognato di Renzi, con la fidanzata e la futura suocera. Si rivedono poi più volte. Un giorno Renzi annuncia che arriva a Roma. Recatosi in stazione a riceverlo Pitagora lo incontra insieme al cognato, dimagrito e sconvolto per la nascita di un figlio cieco. Quello incontrato non era allora il vero Tito? Quello vero sembra impazzito. Per strada avviene l'incontro fra i due: il vero Tito esorta l'altro a non commettere l'errore di sposarsi. Dopo qualche giorno costui lascia la fidanzata e parte per l'America.

## Edizioni
- Luigi Pirandello, Novelle per un anno, Prefazione di Corrado Alvaro, Mondadori 1956-1987, 2 volumi. 0001690-7
- Luigi Pirandello, Novelle per un anno, a cura di Mario Costanzo, Prefazione di Giovanni Macchia, I Meridiani, 2 volumi, Arnoldo Mondadori, Milano 1987 EAN: 9788804211921
- Luigi Pirandello, Tutte le novelle, a cura di Lucio Lugnani, Classici Moderni BUR, Milano 2007, 3 volumi.
- Luigi Pirandello, Novelle per un anno, a cura di S. Campailla, Newton Compton, Grandi tascabili economici.I mammut, Roma 2011 Isbn 9788854136601
- Luigi Pirandello, Novelle per un anno, a cura di Pietro Gibellini, Giunti, Firenze 1994, voll. 3.